# Vårbelgene
Los vårbelgene fueron los seguidores de Skule Bårdsson durante su rebelión contra el rey Haakon IV de Noruega en 1239-1240. Anteriormente, en 1190 hubo una rebelión de los llamados vårbelger contra el rey Sverre, que apoyaron a Vikar Magnusson (1180 - 1190), un presunto hijo de Magnus Erlingsson.